# Italienische Sumpfdeckelschnecke
Die Italienische Sumpfdeckelschnecke (Viviparus ater) ist eine im Süßwasser lebende Schnecke, die zur Ordnung der Architaenioglossa gestellt wird.

## Merkmale
Das Gehäuse ist bis 45 Millimeter hoch und bis 35 Millimeter breit. Die 5,5 bis 6 Windungen nehmen gleichmäßig an Breite und Höhe zu. Der Apex wirkt daher spitz. Der Nabel ist eng und nicht geschlossen; die Mündung ist oval. Die Gehäuse sind grünlichbraun bis schwarz (daher das lat. Artepitheton ater). 

## Lebensweise und Verbreitung
Die Art lebt in Flüssen und Seen, zum Teil massenhaft in der Uferzone. Sie ernährt sich als Weidegänger von Algen, von organischem Detritus oder als Filtrierer.
Die Art war ursprünglich nur südlich der Alpen in Oberitalien verbreitet. Sie wurde vor einiger Zeit in den Bodensee eingeschleppt und hat sich dort massenhaft verbreitet. Kleinere Vorkommen befinden sich auch in der Oberpfalz.

## Ähnliche Arten
Die Art ist leicht mit der Donau-Sumpfdeckelschnecke (Viviparus acerosus) zu verwechseln. Bei dieser Art nehmen aber die ersten zwei Windungen sehr langsam in der Höhe zu; der Apex ist dadurch abgeflacht. Die Verbreitungsgebiete der beiden Arten überschneiden sich jedoch geographisch nicht.